# Station Plzeň-Doubravka
Station Plzeň-Doubravka is een spoorwegstation in het stadsdeel Pilsen 4 van de Tsjechische stad Pilsen. Het station ligt aan spoorlijn 170 die vanaf Beroun via Pilsen naar Cheb loopt, zo'n twee kilometer voor het hoofdstation van Pilsen. Het station wordt beheerd door de nationale spoorwegonderneming České dráhy in samenwerking met de Staatsorganisatie voor spoorweginfrastructuur (SŽDC). Bij station Plzeň-Doubravka vindt geen verkoop van treinkaartjes plaats, tickets dienen in de trein aangeschaft te worden.
Beroun ↔ Beroun-Králův Dvůr ↔ Beroun-Popovice ↔ Zdice ↔ Stašov ↔ Praskolesy ↔ Hořovice ↔ Cerhovice ↔ Zbiroh ↔ Kařízek ↔ Mýto ↔ Holoubkov ↔ Svojkovice ↔ Rokycany ↔ Klabava ↔ Ejpovice ↔ Dýšina ↔ Chrást u Plzně ↔ Plzeň-Doubravka ↔ Plzeň hlavní nádraží - Plzeň-Jižní Předměstí ↔ Plzeň-Zadní Skvrňany ↔ Plzeň-Křimice ↔ Vochov ↔ Kozolupy ↔ Plešnice ↔ Pňovany zastávka ↔ Pňovany ↔ Sulislav ↔ Vranov u Stříbra ↔ Stříbro ↔ Milíkov ↔ Svojšín ↔ Ošelín ↔ Pavlovice ↔ Brod nad Tichou ↔ Planá u Mariánských Lázní ↔ Chodová Planá ↔ Mariánské Lázně ↔ Valy u Mariánských Lázní - Lázně Kynžvart - Dolní Žandov - Salajna - Lipová u Chebu - Stebnice - Všeboř - Cheb